# Felix Leuer
Felix Leuer (* 9. Januar 1983) ist ein deutscher Basketballfunktionär.

## Leben
Leuer studierte zwischen 2003 und 2009 Rechtswissenschaft an der Westfälischen Wilhelms-Universität in seiner Heimatstadt Münster. Zwischen 2007 und 2009 übte er ehrenamtlich das Amt des Geschäftsführers der JuWi-Fest Münster GmbH aus. 2011 legte er die Prüfungen zum zweiten juristischen Staatsexamen ab und war anschließend insbesondere in den Bereichen Immobilien- und Baurecht für eine Düsseldorfer Rechtsanwaltsgesellschaft tätig. Des Weiteren ist Leuer Fachanwalt für Miet- und Wohnungseigentumsrecht. Er arbeitete dort bis Juli 2015, hernach bis Dezember 2016 in einer Rechtsanwaltskanzlei in Bielefeld, ehe er zu Jahresbeginn 2017 zu seinem vorherigen Arbeitgeber nach Düsseldorf zurückkehrte. Ab 2016 nahm Leuer berufsbegleitend an einem an der Justus-Liebig-Universität Gießen sowie der Deutschen Sporthochschule Köln durchgeführten Studiengang für Sportrecht teil.
Am 1. Oktober 2019 nahm Leuer beim Deutschen Basketball Bund die Tätigkeit als Sportdirektor auf. Als Basketballspieler hatte er im vorherigen Verlauf seines Lebens im Amateurbereich beim TuS Hiltrup (dessen Basketballabteilung er mitgründete), bei der TG Düsseldorf und beim TSVE Bielefeld gespielt. 2017 wurde der 2,03 Meter messende Leuer zudem Beisitzer im Rechtsausschuss des Westdeutschen Basketball-Verbandes. Leuer beendete seine Arbeit als Sportdirektor des Deutschen Basketball Bunds am 30. September 2021. Leuer wurde wieder als Rechtsanwalt tätig und gründete eine eigene Kanzlei.